# Dorinne
 Dorinne  (en wallon Dorene) est un village de région wallonne situé dans le Condroz. Administrativement il fait aujourd'hui partie de la commune d'Yvoir et de la province de Namur en Belgique. C'était une commune à part entière avant la fusion des communes de 1977.

## Étymologie
Le nom de Dorinne trouve son origine dans le mot celtique durom, signifiant fortin.

## Géographie
Dorinne, village condruzien, est établi sur l'adret formé par les vallées du Ry d'Août, qui coule au sud du village, et du Bocq (au nord). Le centre ancien du village est installé à mi-pente autour de deux grosses fermes (fortement transformées) remontant aux XVIIe et XVIIIe siècles. L'habitat est étendu, dispersé le long des rues en pente et sur la crête, composé de maisons et de petites fermes du XIXe siècle. Le village a gardé son cachet traditionnel ; peu de nouvelles maisons dans le centre. Le versant nord de la commune, en forte pente vers le Bocq et le hameau de Chansin, est couvert de bois. La partie sud est agricole. L'altitude varie de 160 m au fond de la vallée du Bocq à 280 m.

## Évolution démographique
- Source: DGS, 1831 à 1970=recensements population, 1976= habitants au 31 décembre

## Histoire
Le site de Dorinne fut occupé par une population romaine puis franque. Durant des siècles, le village compta deux communautés rurales ; la seigneurie de Spontin (pays du Roi) et la paroisse (pays de Liège). Cette séparation subsista jusqu'en décembre 1821, date à laquelle les deux sections furent réunies en une seule entité.
Lors de la Seconde Guerre mondiale, au cours de la Bataille de France, Dorinne est prise le 12 mai 1940 par les Allemands de la Voraus-Abteilung Werner (avant-garde de la 5e Panzerdivision de Max von Hartlieb-Walsporn).

## Liste des bourgmestres de 1830 à 1977

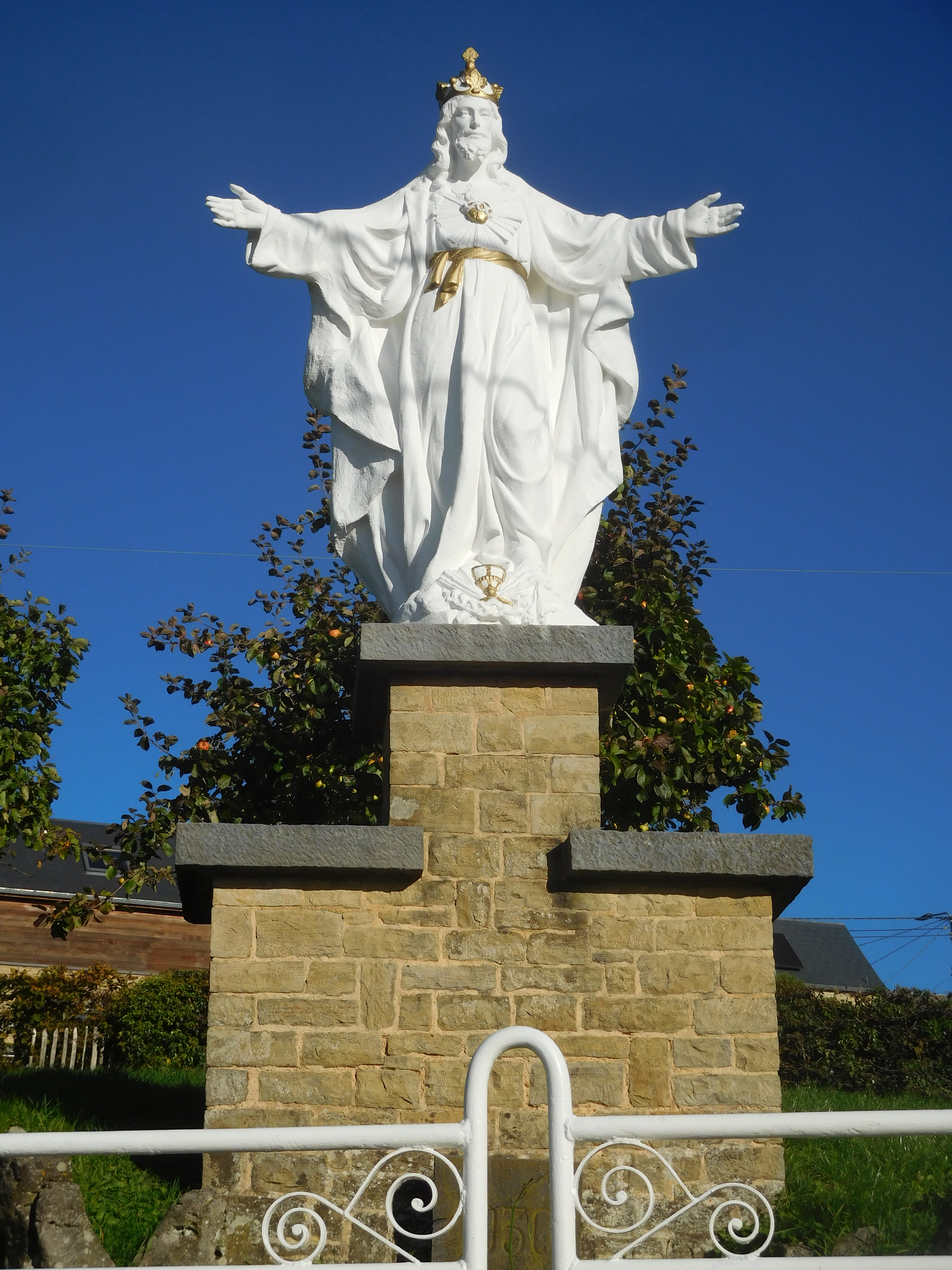
Une monumentale statue du Christ-Roi se trouve rue Laloux, à Dorinne.

## Patrimoine et culture

### Patrimoine architectural
- L’église Saint-Fiacre, construite en pierres du pays en 1888-1889, est de style néo-gothique. On peut y voir de remarquables piliers en petit granit local, d’une seule pièce, sur l’épaisseur du banc, 4 dalles funéraires du XVIIIe siècle et des fonts baptismaux du XVIe siècle.
- Quelques anciennes chapelles et potales (Saint-Roch, Saint-Donat), majoritairement du XIXe siècle, sont dispersées dans et autour du village.
- Le château de la Motte tire son nom de l’ancienne cense de la Motte, acquise en 1591 par Charles de Glimes. Incendié en 1914 par les Allemands, il fut reconstruit en 1922 en pierre du pays sur un autre emplacement.
- La ferme de Mont est située sur une colline au sud du village. C’est un vaste ensemble semi-clôturé de bâtiments massifs en pierre bleue regroupés autour d’une tour carrée.
- La ferme du Haut Tienne, avec un beau logis édifié en plusieurs étapes.
- L’ancienne ferme de Vervy, aux élégants bâtiments datant de 1750, a fait place à un restaurant gastronomique qui en a repris partiellement le nom.

## Économie
La vie économique du village était autrefois dominée par l’agriculture. Dès le début du siècle dernier (XXe siècle), la surface des terres cultivées commença à diminuer tandis que celle des prairies augmenta en raison de l’intensification de l’élevage des moutons puis des bovidés. Au cours du siècle dernier, les métiers ruraux traditionnels étaient bien représentés: ils ont peu à peu disparu. 
Seules les carrières de pierres de Dorinne (qui occupaient une centaine d’ouvriers en 1937) représentent aujourd’hui le secteur secondaire. En 2007, un parc éolien a vu le jour sur le plateau de Salazine. Six éoliennes furent implantées à cheval sur les communes de Dinant et Yvoir, dont deux sur le territoire de Dorinne.

## Personnalité
- Auguste Laloux (1906-1976), écrivain en wallon est né à Dorinne.